# 수화물

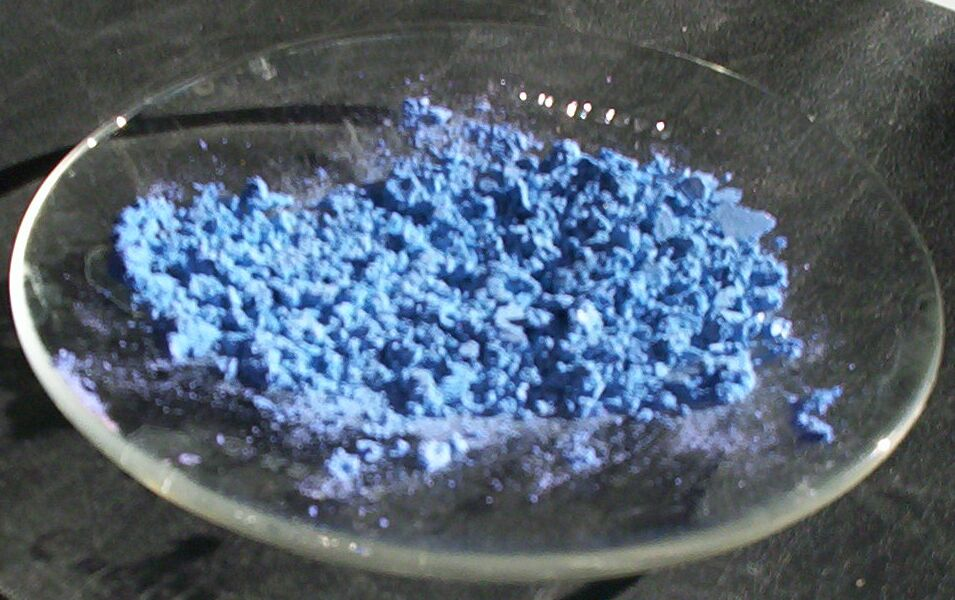
염화코발트(II) 무수물 (CoCl_{2})

수화물(水化物 또는 水和物, Hydrate)은 무기화학과 유기화학에서 분자 내에 물 분자를 포함하고 있는 물질을 이르는 말이다. 많은 수화물에서 포함되어 있는 물의 화학적 형태는 다양하게 나타난다.

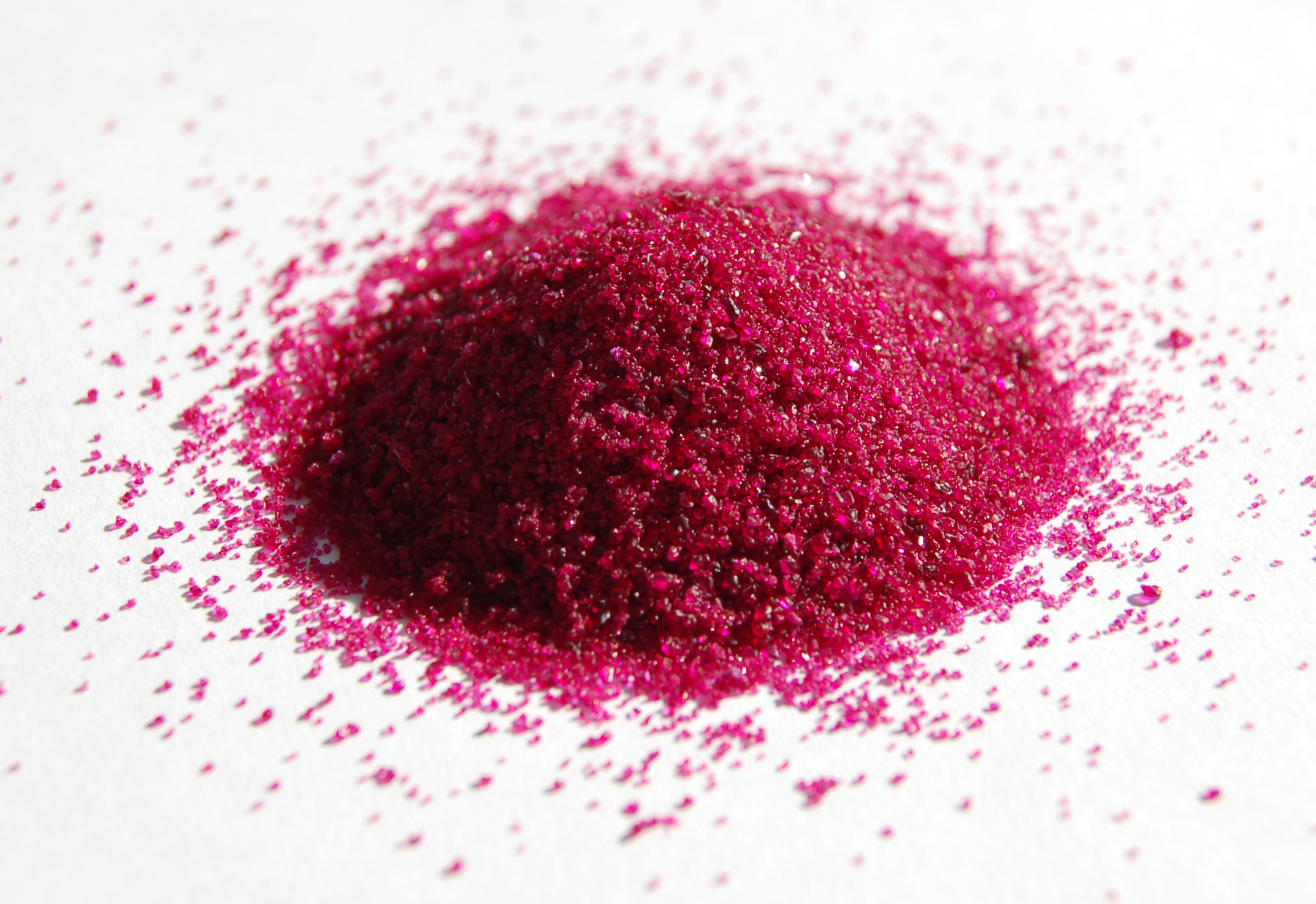
염화코발트(II) 육수화물
(CoCl_{2} · 6H_{2}O)

## 화학적 성질

### 유기화학
유기화학에서 수화물은 물이 더해지거나 다른 분자의 구성 물질로 들어간 물질을 말한다. 예를 들면 에탄올(CH3-CH2-OH)은 이는 한쪽 탄소 분자에 H가, 다른 한쪽 탄소 분자에 OH가 에틸렌(CH2=CH2)에 붙어서 생성되므로, 에틸렌의 수화물로 볼 수 있다.
역사적 이유로 수화물이 붙은 분자도 존재한다. 예를 들면 글루코스(C6H12O6, 포도당)는 원래 C6(H2O)6으로 생각되어 탄수화물로 설명되었다. 현재는 분자 구조가 밝혀졌기 때문에 저러한 설명은 맞지 않으나, 당시에는 저 설명이 존중되어 명칭이 굳어진 사례의 하나이다.

### 무기화학
무기화학에서 수화물은 금속 화합물의 결정에 정해진 비율로 결합된 물을 포함하고 있는 무기염을 이른다. 이들 분자에 포함된 물은 결정수(結晶水)라고 부른다.

## 같이 보기
- 결정수
- 흡습성